# Geloiodes cavifrons
Geloiodes cavifrons är en insektsart som beskrevs av Lucien Chopard 1958. Geloiodes cavifrons ingår i släktet Geloiodes och familjen Pyrgomorphidae. Inga underarter finns listade i Catalogue of Life.